# Oodaaq
Oodaaq, o Oodap Qeqert, és un banc de grava i llot del nord-est de Groenlàndia, considerat el punt de terra més septentrional de tot el planeta.
Oodaaq està a 83° 40′ Nord 30° 40′ Oest, només 705 km al sud del pol Nord i 1.360 metres al nord de l'illa de Kaffeklubben, a prop de la punta nord-est de Groenlàndia. Mesura amb prou feines uns 15 x 8 metres.
Fou descoberta el 1978 quan un equip danès d'exploració dirigit per Uffe Petersen desembarcà a Kaffeklubben per confirmar si es localitzava realment al nord de la punta de Groenlàndia. Confirmat el fet, un membre de l'equip assenyalà un lloc fosc al nord que descobriren que era un banc de grava, l'anomenaren Oodaaq en honor de l'esquimal que acompanyà Robert Peary en el seu viatge històric al pol Nord.